# (1637) Swings

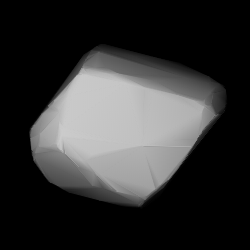
3D-Modell von 1637 Swings

(1637) Swings ist ein Asteroid des Hauptgürtels, der am 28. August 1936 vom Astronomen Joseph Hunaerts in Uccle/Ukkel entdeckt wurde.
Der Name des Asteroiden erinnert an den belgischen Astronomen Pol Swings.